# Zehn Kontinente und Drei Inseln
Die sogenannten Zehn Kontinente und Drei Inseln (chinesisch 十洲三島, Pinyin shízhōu sāndǎo, englisch The Ten Continents and Three Islands) sind im religiösen Daoismus der Oberbegriff für verschiedene heilige Stätten, die als Aufenthaltsort der Heiligen bzw. Unsterblichen (shenxian) dienen.
Im Einzelnen handelt es sich dabei um die folgenden Zehn Kontinente und Drei Inseln der daoistischen Kosmologie (die nicht unbedingt mit modernen geographischen Begriffen gleichzusetzen sind), wobei in verschiedenen chinesischen Werken unterschiedliche Angaben gemacht werden:

## Zehn Kontinente
- Zu-Kontinent 祖洲 (im "Südmeer")
- Ying-Kontinent 瀛洲 (im "Ostmeer")
- Xuan-Kontinent 玄洲 (im "Nordmeer")
- Yan-Kontinent 炎洲 (im "Südmeer")
- Chang-Kontinent 長洲 (im "Südmeer")
- Yuan-Kontinent 元洲 (im "Nordmeer")
- Liu-Kontinent 流洲 (im "Westmeer")
- Sheng-Kontinent 生洲 (im "Ostmeer")
- Fenglin-Kontinent 鳯麟洲 (im "Westmeer")
- Juku-Kontinent 聚窟洲 (im "Westmeer")

## Drei Inseln
- Pengqiu-Insel oder Penglai-Insel (蓬丘島 oder 蓬萊島) (im "Ostmeer")
- Fangzhang-Insel 方丈島 (im "Ostmeer")
- Kunlun-Insel 昆侖島 (im "Westmeer")